# Vetenskapsåret 1876

## Händelser
- 1 januari - Brittiska patentverket (Patent Office, 1852) utökas med två avdelningar för varumärken (Trade Marks Registry) respektive mönsterskydd (Designs Registry). Den senare grundades 1839 men överförs nu till patentverket. Varumärkeslagen antogs av brittiska parlamentet den 13 augusti 1875. Inkomna ansökningar publiceras i Trade Marks Journal (första numret 3 maj 1876). Första verksamhetsåret inkommer 3 698 ansökningar för 10 384 olika varumärken och skydd meddelas åt 9 176 dekorativa och 141 nyttiga mönster.
- 14 februari - Alexander Graham Bell lämnar in patentansökan på telefonen.
- Nicolaus Otto uppfinner ottomotorn.
- Lars Magnus Ericsson startar sin verkstad - grunden för Ericsson - på Drottninggatan i Stockholm.
- Patrick Manson börjar studera filarios-infektioner hos människor.
- Enligt Kongl. Kommerskollegium har Sveriges 487 aktiva järnmalmsgruvor detta år utvunnit 788 tusen ton malm, som vid 206 masugnar omvandlats till 352 tusen ton tackjärn. Vid 327 stångjärnverk, 31 stålverk och 64 gjuterier vidareförädlades detta till 212 tusen ton stångjärn, 107 tusen ton smältstycken (varav en del gick tillbaka till stångjärn), 24 tusen ton stål (varav 21 tusen ton bessemer-stål) och 17,7 tusen ton gjutgods. Vid 221 industrier tillverkades varor av järn och stål. Sverige exporterade 98 tusen ton stångjärn, 24,6 tusen ton bandjärn, 13,5 tusen ton smältstycken, 26,5 tusen ton tackjärn och 5,3 tusen ton stål, 11 tusen ton plåt, 9 tusen ton spik, 1,9 tusen ton redskapssmide, 1,2 tusen ton järnvägsskenor och 15,7 tusen ton andra järnvaror. Dessutom bröts 35 tusen ton zinkmalm vid 25 gruvor och 28 tusen ton kopparmalm vid 28 gruvor. Totalt 28 621 arbetare var sysselsatta inom bergsnäringen, därav 5 847 vid järngruvor och 18 287 vid järnverk. 32 arbetsolyckor rapporterades, därav 19 dödsfall. Vid gruvorna användes 132 ångmaskiner, 13 vid masugnarna, 40 vid stångjärnverken och 10 vid andra verk.

## Pristagare
- Copleymedaljen: Claude Bernard, fransk fysiolog.
- Rumfordmedaljen: Pierre Jules César Janssen, fransk astrofysiker.
- Wollastonmedaljen: Thomas Henry Huxley, brittisk biolog. [1]

## Födda
- 13 januari – Erhard Schmidt (död 1959), tysk matematiker.
- 22 april – Robert Bárány (död 1936), österrikisk-svensk läkare, Nobelpristagare i medicin.
- 9 november – Hideyo Noguchi (död 1928), japansk bakteriolog.
- 10 december – Sven Wingquist (död 1953), svensk ingenjör och uppfinnare, grundare av SKF.

## Avlidna
- 30 mars – Antoine-Jérôme Balard (född 1802), fransk kemist.
- 26 november - Karl Ernst von Baer (född 1792), estnisk-tysk biolog.
- Anna Volkova (född 1800), rysk kemist.

### Fotnoter
1. ↑  ”Geological Society”. Arkiverad från originalet den 5 juni 2011. https://web.archive.org/web/20110605102217/http://www.geolsoc.org.uk/gsl/society/history/page750.html. Läst 13 april 2011.